# Stefania woodleyi
Espèce
Statut de conservation UICN

 DD  : Données insuffisantes
Stefania woodleyi est une espèce d'amphibiens de la famille des Hemiphractidae.

## Répartition
Cette espèce est endémique du Guyana. Elle se rencontre dans la sierra de Pacaraima de 100 à 900 m d'altitude sur les monts Kanaima, Paramakatoi, Ayanganna et Wokomung.

## Étymologie
Cette espèce est nommée en l'honneur de Jeremy David Woodley.

## Publication originale
- Rivero, 1968 "1966" : Notes on the genus Cryptobatrachus (Amphibia, Salientia) with the description of a new race and four new species of a new genus of hylid frogs. Caribbean Journal of Science, vol. 6, no 3/4, p. 137-149 (texte intégral).